# Heinrich Anton von Zeschau

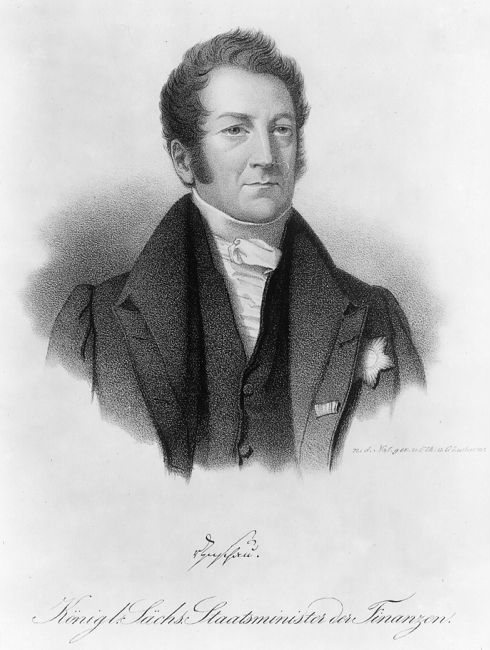
Heinrich Anton von Zeschau,
Königlich-Sächsischer Staatsminister der Finanzen

Heinrich Anton von Zeschau (* 4. Februar 1789 in Jessen bei Sorau, heute zu Jasień, Polen; † 17. März 1870 in Dresden) war ein sächsischer Staatsmann. Er war von 1831 bis 1848 sächsischer Finanzminister, seit 1835 auch Minister des Auswärtigen.

## Leben

### Herkunft
Der Sohn des sächsisch-polnischen Hofrats Balthasar Heinrich Erdmann von Zeschau († 1810) wurde in Jessen bei Sorau in der damals kursächsischen Niederlausitz geboren. Heinrich Antons Mutter Friederike Johanna Christiane, geb. Meyer zu Knonow aus Schnellförtel bei Halbau in der Oberlausitz entstammte einer ursprünglich schweizerischen Familie. Ein Cousin Heinrich Antons von Zeschau war der sächsische Generallieutenant Aemil Heinrich Ernst von Zeschau.

### Werdegang
Von Zeschau studierte ab Ostern 1805 an der Universität Leipzig Jura und wechselte 1806 an die Universität Wittenberg. Nach erfolgreichem Studienabschluss erhielt er eine Stelle beim Wittenberger Hofgericht als Auditor und wurde dort im folgenden Jahr Hofgerichtsrat. Nachdem er bereits Erfahrungen im Kreisamt gesammelt hatte und seine Stelle am Hofgericht wenig Arbeit bot, erhielt er Zugang zur Kreishauptmannschaft des Wittenberger Kreises (vormaliger Kurkreis). Der Verwaltung zugeneigt, ernannte man ihn 1811 zum Beamtenanwärter und er war bis zum Kriegsjahr 1813 mit Steuerfragen beschäftigt. Im Juni jenes Jahres wurde er als Etappenkommissar nach Herzberg (Elster) berufen. Nachdem er sich in der Verwaltung während der Kampfhandlungen bewährte, wurde er vom russischen Gouvernement zum Generalgouvernementkommissar im ganzen Wittenberger Kreis ernannt und die Direktion der Kreisdeputation übertragen.
Als Resultat des Wiener Kongresses musste das 1806 vom Kurfürstentum zum Königreich erhobene Sachsen rund 57 % seines Landes an Preußen abtreten. Sowohl die Niederlausitz als auch der Wittenberger Kreis lagen nunmehr in Preußen. Noch im Juni 1815 wurde er zum Amtshauptmann ernannt, ab 1816 war er Landrat des Schweinitzer Kreises. Im Jahr 1819 wurde er auf eigenen Wunsch Regierungsrat in Potsdam.
Seit 1817 mit Henriette von Watzdorf aus dem Haus Wiesenburg verheiratet, wechselte er 1822 in den königlich-sächsischen Staatsdienst als Geheimer Finanzrat und es entwickelte sich eine Freundschaft zum Prinzen Johann. Nach dem Tod seiner Gattin heiratete von Zeschau 1830 erneut.
Kurzzeitig 1829 als Bundestagsgesandter amtierend, wurde er 1830 vom Kabinettsminister Bernhard von Lindenau nach Dresden zurückgeholt. Als Wirklicher Geheimrat und Oberkonsistorialpräsident mit der Neugestaltung der innern Verhältnisse Sachsens betraut, erhielt er die Unterstützung des Prinz-Mitregenten Friedrich August. Zusammen mit Eduard von Wietersheim und Generalmajor Karl von Watzdorf war er sächsischer Unterhändler in Berlin um den Beitritt Sachsens zum Zollverein. Zwischenzeitlich im März 1831 zum Präsidenten des Geheimen Finanzkollegiums ernannt, wurde er durch die Annahme der Sächsischen Verfassung im Dezember des gleichen Jahres erster Finanzminister. Für seine Verdienste um die Verschmelzung der drei vormals bestehenden Zollvereine unter Wahrung sächsischer Interessen, die er am 30. März 1833 durch Vertragsunterzeichnung besiegelte, erhielt er das Großkreuz des sächsischen Zivilverdienstordens, sowie als einziger teilnehmender Minister das Großkreuz des bayerischen Zivilverdienstordens und des Roten Adlerordens. Nach dem Beitritt Sachsens zum Deutschen Zollverein am 1. Januar 1834 wurde er 1835 als Nachfolger Johannes von Minkwitz’ zusätzlich Minister des Auswärtigen. Die Ausführung des Roten Adlerordens mit Brillanten folgte 1841.
Unter ihm erfolgte die notwendige Neu- und Umgestaltung des sächsischen Finanzwesens und die Verbesserung des Geldwesens. Gemeinsam mit Bernhard von Lindenau führte er Verhandlungen über die Abschaffung der noch immer gesonderten Verhältnisse der Oberlausitz sowie der Schönburgischen Herrschaften. Insgesamt erfreute sich von Zeschau keiner Popularität. Im Zuge des erzwungenen Rücktritts des Lindenau-Nachfolgers Julius Traugott von Könneritz während der Märzrevolution schied auch von Zeschau aus dem Staatsdienst aus, obwohl er noch vor dem Ausbruch zu Zugeständnissen riet, um die Oberhand zu behalten. Er wurde zweimal zur Übernahme des preußischen Finanzministeriums aufgefordert, lehnte jedoch trotz persönlicher Unterstützung seitens des Königs Friedrich Wilhelm IV. ab.
Im November 1851 wurde ihm neben der schon seit 1849 bekleideten Stellung als Ordenskanzler das Ministerium des königlichen Hauses übertragen nebst der Aufsicht über das königliche Privatvermögen, seit 1853 auch die Direktion der zum königlichen Hausfideikommiss gehörigen Sammlungen.

## Werke
- Das Wirken der Staatsregierung und Stände des Königreichs Sachsen, nachgewiesen aus den Ergebnissen des ersten constitutionellen Landtags nach dem Eintritt der Verfassungsurkunde vom 4. September 1831. Leipzig 1834